# Fère-en-Tardenois
Fère-en-Tardenois er en kommune i det franske departement Aisne i Picardiet med cirka 3.300 indbyggere.
Kommunen er kendt for Château de Fère-en-Tardenois et fæstningsanlæg fra middelalderen.